# Rolf Rämgård
Rolf Rämgård (n. 30 martie 1934, Älvdalen, Comitatul Dalarna, Suedia) este un schior de fond ce a reprezentat Suedia, medaliat olimpic. A participat la o ediție a Jocurilor Olimpice (1960) în care a câștigat o medalie de argint și o medalie de bronz.